# Pseudodrepanocanthus nasutus
Pseudodrepanocanthus nasutus är en skalbaggsart som beskrevs av Edgar von Harold 1869. Pseudodrepanocanthus nasutus ingår i släktet Pseudodrepanocanthus och familjen Aphodiidae. Inga underarter finns listade i Catalogue of Life.